# Малое (озеро, Запорожская область)
Малое озеро — озеро на побережье Азовского моря, расположенное на территории Бердянского района (Запорожская область, Украина). Площадь —  км². Тип общей минерализации — солёное. Происхождение — лагунное. Группа гидрологического режима — бессточное.
Расположено в границах зоны стационарной рекреации Приазовского национального природного парка.

## География
Входит в Бердянскую группу озёр. Длина — 0,34 км, ширина средняя — 0,13 км, наибольшая — 0,14 км. Глубина наибольшая — 0,4 м. Высота над уровнем моря — -0,7 м — ниже уровня Азовского моря. Озёрная котловина овальной формы, вытянутая с юг на север. Берега низменные, песчаные.
Озеро расположено на побережье Азовского моря на Ближней Бердянской косе — в восточной части города Бердянск, между улицей Макарова и Тенистым бульваром. Малое озеро удалено от моря на 620 м и расположено непосредственно севернее Красного озера. Бессточное озеро — нет впадающих и вытекающих рек. В озере нет островов. Вокруг озера расположены небольшие озёра. На восточном берегу Малого озера расположен санаторий «Бердянский», садово-дачные участки.
Питание за счёт инфильтрации морских вод Азовского моря. Вода по составу схожа с морской водой, по химическому составу — хлоридно-натриевая. Зимой замерзает. Грязь в озере чистая без черепашек. Данные химического анализа показали, что лучшие из них находятся в южной части озера. В озере установлены большие запасы доброкачественной грязи. Озеро находится в стадии высыхания.
Состав рапы озера (по А. И. Дзенс-Литовскому и О. Г. Морачевской): удельный вес — 1,24 г/см³, Na — 5,48, K — 0,39, Ca — 0,002, Cl — 12,05, SO4 — 2,79, HCO3 — -, сумма ионов — 22,51.

## Природа
Озеро сильно заросло водорослями. Вдоль берега тянется песчано-ракушечниковая полоса, которая с внешней стороны зарастает солончаковой растительностью (галофитами), далее идёт травянистая растительность.
На берегах озера растут солерос европейский, солянка южная, кермек каспийский и другие. На восточном берегу присутствуют древесные насаждения. Озеро служит местом гнездования птиц (краснозобая казарка, огарь, обыкновенный гоголь, тонкоклювый кроншнеп, большой кроншнеп, степная тиркушка, черноголовый хохотун, серая куропатка и другие). Среди животных встречаются заяц-русак, ёж, лисица. 